# Cessna 310
Die Cessna 310 und Cessna 320 sind zweimotorige Flugzeuge von Cessna.

## Entwicklung und Geschichte
Die Cessna 310 war die erste zweimotorige Neuentwicklung des US-amerikanischen Herstellers nach dem Zweiten Weltkrieg. Der Erstflug fand am 3. Januar 1953 statt. Insgesamt passten 4 bis 6 Personen in das Flugzeug. Die Auslieferung begann im darauffolgenden Jahr. Es wurden ca. 6000 Maschinen in den verschiedenen Serien produziert. Viele davon befinden sich auch heute noch im Einsatz.
Als Militärmaschine trug sie zunächst die Bezeichnung L-27A/B, später U-3A/B, genannt Blue Canoe.
Die Cessna 320 Skyknight wurde aus der Cessna 310F entwickelt. Sie hatte mit 6 Sitzen einen mehr, ein zusätzliches hinteres Kabinenfenster, eine um 72 kg erhöhte maximale Startmasse von 2265 kg und
Turboladermotoren Continental TSIO-470-B. Ab der 320B war optional ein siebter Sitz verfügbar. Die maximale Startmasse stieg bis auf 2406 kg bei den letzten Versionen 320E und 320F an. Von 1961 bis 1969 wurden insgesamt 577 Stück gebaut.

## Militärische Nutzer
Argentinien
 Bolivien
 Frankreich
- Französische Luftwaffe: 12[2][3]

 Haiti
 Indonesien
- Indonesische Luftwaffe[2][4]
- Indonesische Armee[4]

 Iran
 Madagaskar
- Armée de l’Air Malgache: 1 × 310R[5]

 Mexiko
- Marine[6]

 Peru
- Marine[7]

 Philippinen
 Republik Kongo
 Saudi-Arabien
 Tansania
 Uruguay1× 310R
 Venezuela
 Vereinigte Staaten

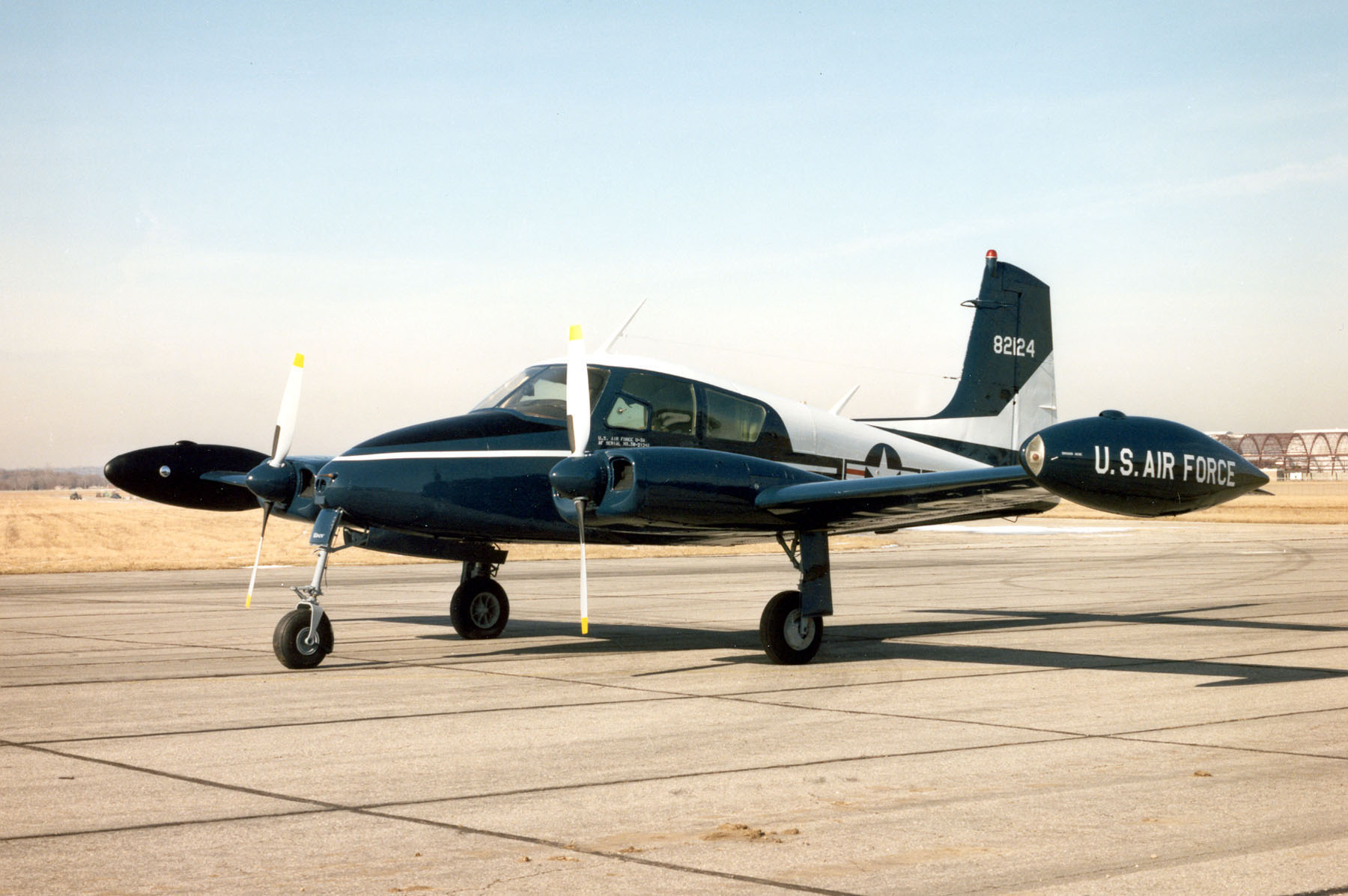
U-3A der US Air Force

- United States Air Force 196 L-27A und L-27B (später U-3A und B umbenannt).[12]
- United States Army 25 ex-US Air Force L-27As (U-3A) und 13 L-27Bs (U-3B) ab 1960[13]

 Zaire

## Zwischenfälle
- Am 25. Oktober 1974 stürzte eine vom Flughafen East Midlands kommende private Cessna 310 (Kennzeichen G-APTK) während des Landeanflugs 1200 Meter östlich des Flughafens Norwich in ein Feld. Der Pilot, einziger Insasse, kam dabei ums Leben. Ursache war der Defekt des rechten Landeklappenantriebs, wodurch diese Landeklappe in der Kurve zum Endanflug einfuhr und es zum Kontrollverlust kam.[15]

## Technische Daten

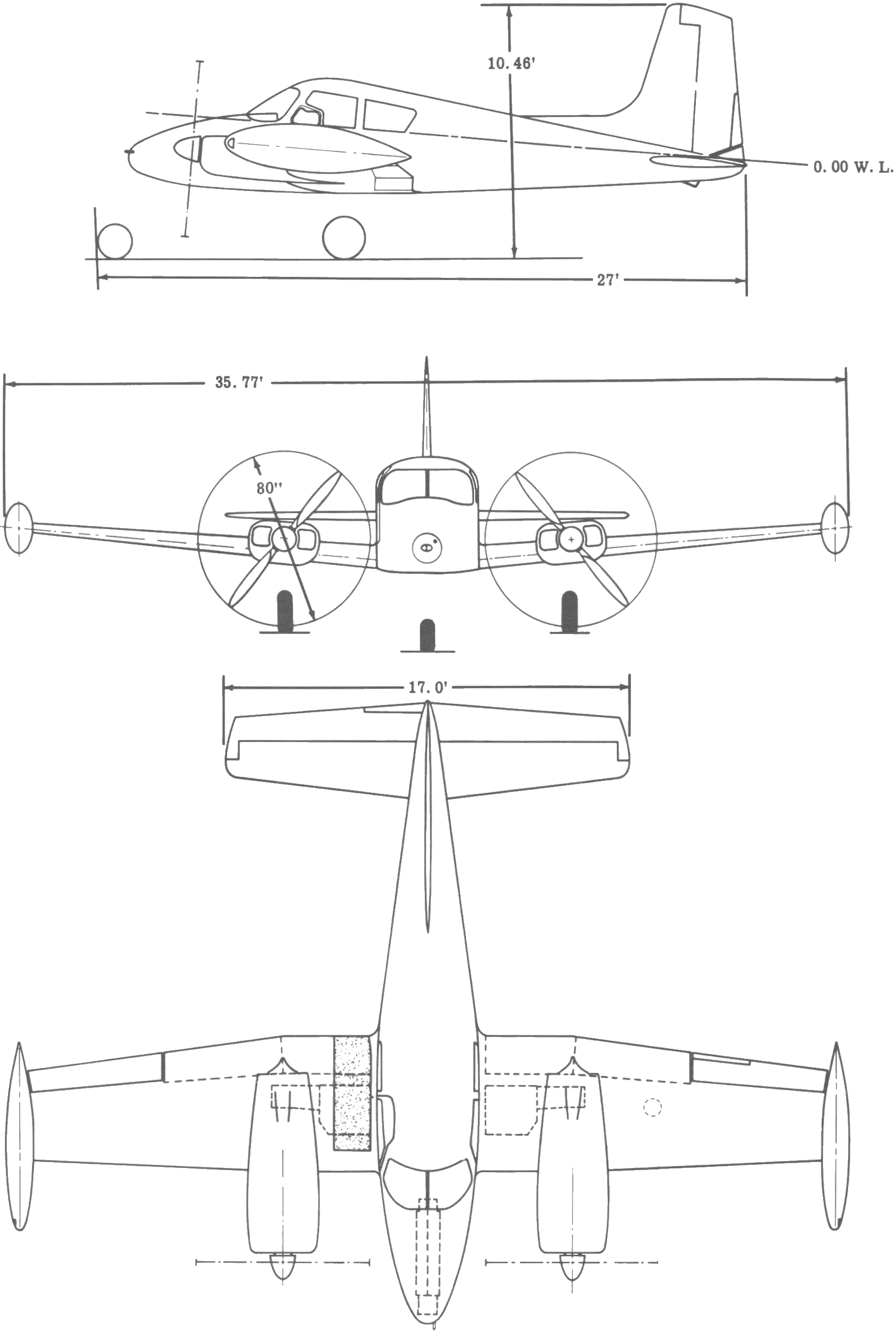
Cessna L-27A

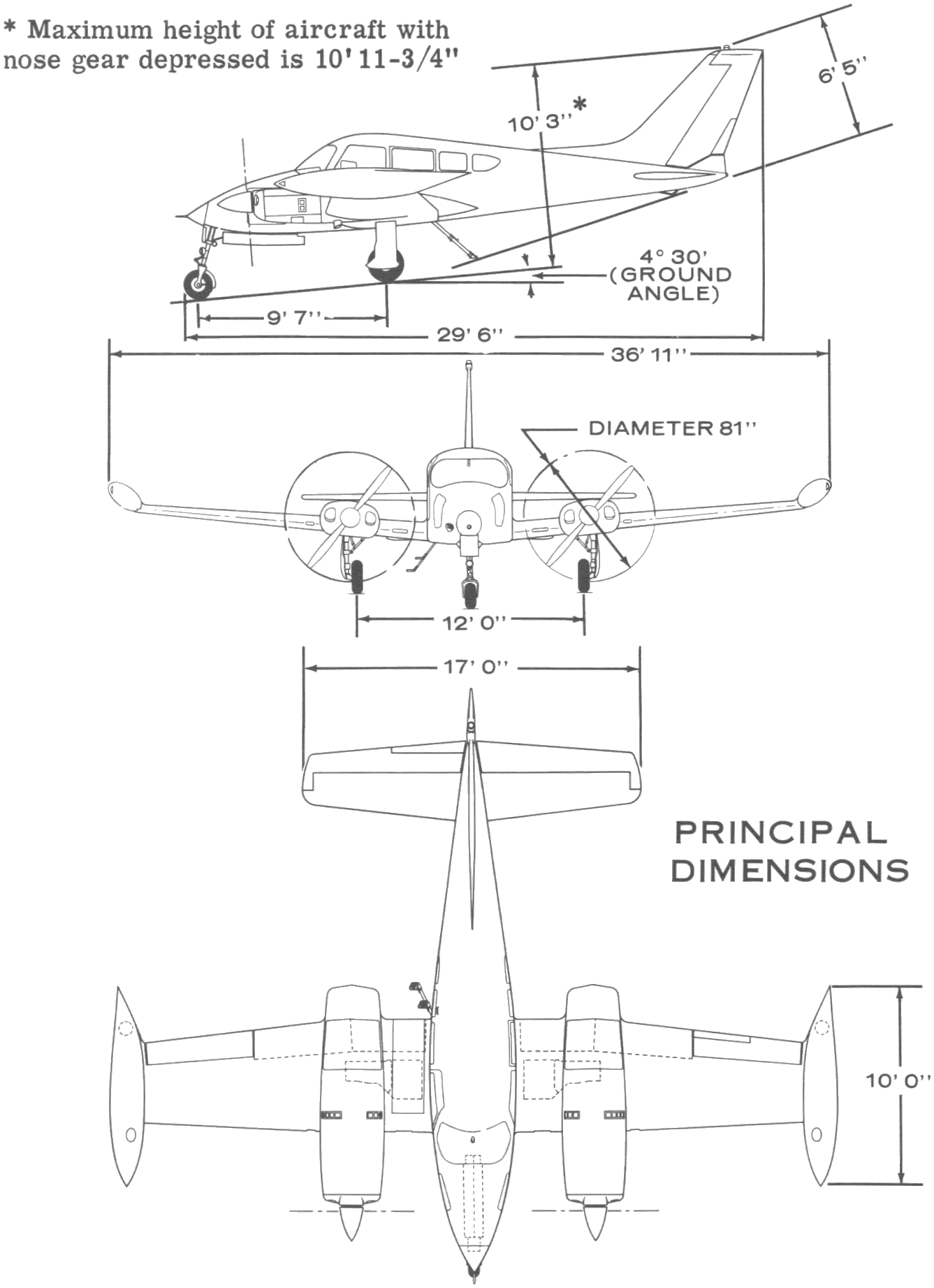
Cessna 320F Executive Skyknight

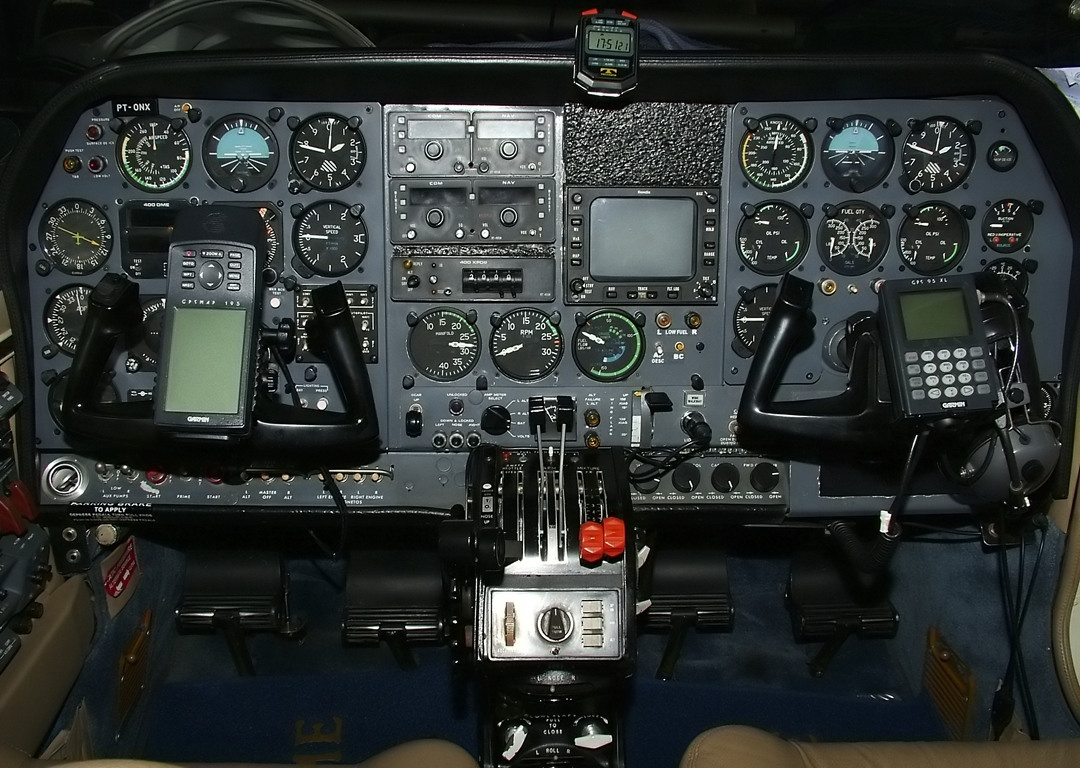
Armaturenbrett Cessna 310R

| Kenngröße             | 310R                                                                   | Turbo 310R                                                               |
| --------------------- | ---------------------------------------------------------------------- | ------------------------------------------------------------------------ |
| Besatzung             | 1                                                                      | 1                                                                        |
| Passagiere            | 5                                                                      | 5                                                                        |
| Länge                 | 9,74 m                                                                 | 9,74 m                                                                   |
| Spannweite            | 11,25 m                                                                | 11,25 m                                                                  |
| Höhe                  | 3,25 m                                                                 | 3,25 m                                                                   |
| Flügelfläche          | 16,63 m²                                                               | 16,63 m²                                                                 |
| Flügelstreckung       | 7,6                                                                    | 7,6                                                                      |
| Zuladung              | 982 kg                                                                 | 982 kg                                                                   |
| Leermasse             | 1508 kg                                                                | 1562 kg                                                                  |
| max. Startmasse       | 2490 kg                                                                | 2490 kg                                                                  |
| Reisegeschwindigkeit  | 348 km/h                                                               | 382 km/h                                                                 |
| Höchstgeschwindigkeit | 361 km/h                                                               | 409 km/h                                                                 |
| Dienstgipfelhöhe      | 6019 m                                                                 | 8350 m                                                                   |
| Reichweite            | 2150 km                                                                | 2410 km                                                                  |
| Triebwerke            | zwei 6-Zylinder-Boxermotoren Continental IO-520 mit je 210 kW (285 PS) | zwei 6-Zylinder-Boxermotoren Continental TSIO-520 mit je 210 kW (285 PS) |

## Geschwindigkeiten der Cessna 310 L
| VS0           | 75 mph  | |
| VS1           | 84 mph  | 79 mph bei Flaps 15° |
| VMC           | 87 mph  | Mindestgeschwindigkeit mit einem Motor                                                                                   |
| VR            | 92 mph  | FAA-Empfehlung – VMC + 5 mph                                                                                             |
| VX            | 97 mph  | climb speed für short field takeoff – bis zur Hindernisfreiheit                                                          |
| VXSE          | 108 mph | bester Steigwinkel, single engine (SL) – climb speed für short field takeoff mit einem Motor – bis zur Hindernisfreiheit |
| VSSE          | 105 mph | |
| VY            | 124 mph | climb speed für beste Steigrate                                                                                          |
| VYSE          | 120 mph | climb speed für beste Steigrate nach der Hindernisfreiheit – mit einem Motor                                             |
| climb speed   | 160 mph | nach der Hindernisfreiheit                                                                                               |
| VFE           | 140 mph | 180 mph – bei 15° |
| VLO           | 140 mph | |
| VA            | 170 mph | bei Maximalgewicht, nimmt mit dem Gewicht ab                                                                             |
| VNO           | 210 mph | |
| VNE           | 257 mph | |
| Anfluggeschw. | 105 mph | flaps down (Blue Line Speed – bis zum Erreichen der Landebahn)                                                           |